# Doxefazepam
Doxefazepam (comercializado sob a marca Doxans) é um medicamento benzodiazepínico. Possui propriedades ansiolíticas, anticonvulsivantes, sedativas e relaxantes musculoesqueléticas. É usado terapeuticamente como um hipnótico. De acordo com Babbini et al, em 1975, esse derivado do flurazepam era 2 a 4 vezes mais potente do que o último, e ao mesmo tempo possuía metade da toxicidade em animais de laboratório.
Foi patenteado em 1972 e entrou em uso médico em 1984.

## Efeitos colaterais
Seção 5.5 do artigo Doxefazepam no volume 66 da Organização Mundial da Saúde (OMS) e da Agência Internacional de Pesquisa sobre o Câncer (IARC) Monografias da IARC sobre a avaliação de riscos cancerígenos para humanos, um artigo que descreve os efeitos cancerígenos/ óxicos do doxefazepam em humanos e animais experimentais, afirma que há "evidência inadequada em seres humanos para a carcinogenicidade de doxefazepam" e evidência limitada e experimental para a carcinogenicidade de doxefazepam, e concluiu que a avaliação global da carcinogenicidade da substância para os seres humanos é 'não classificável'.